# Hrafnagaldr Óðins

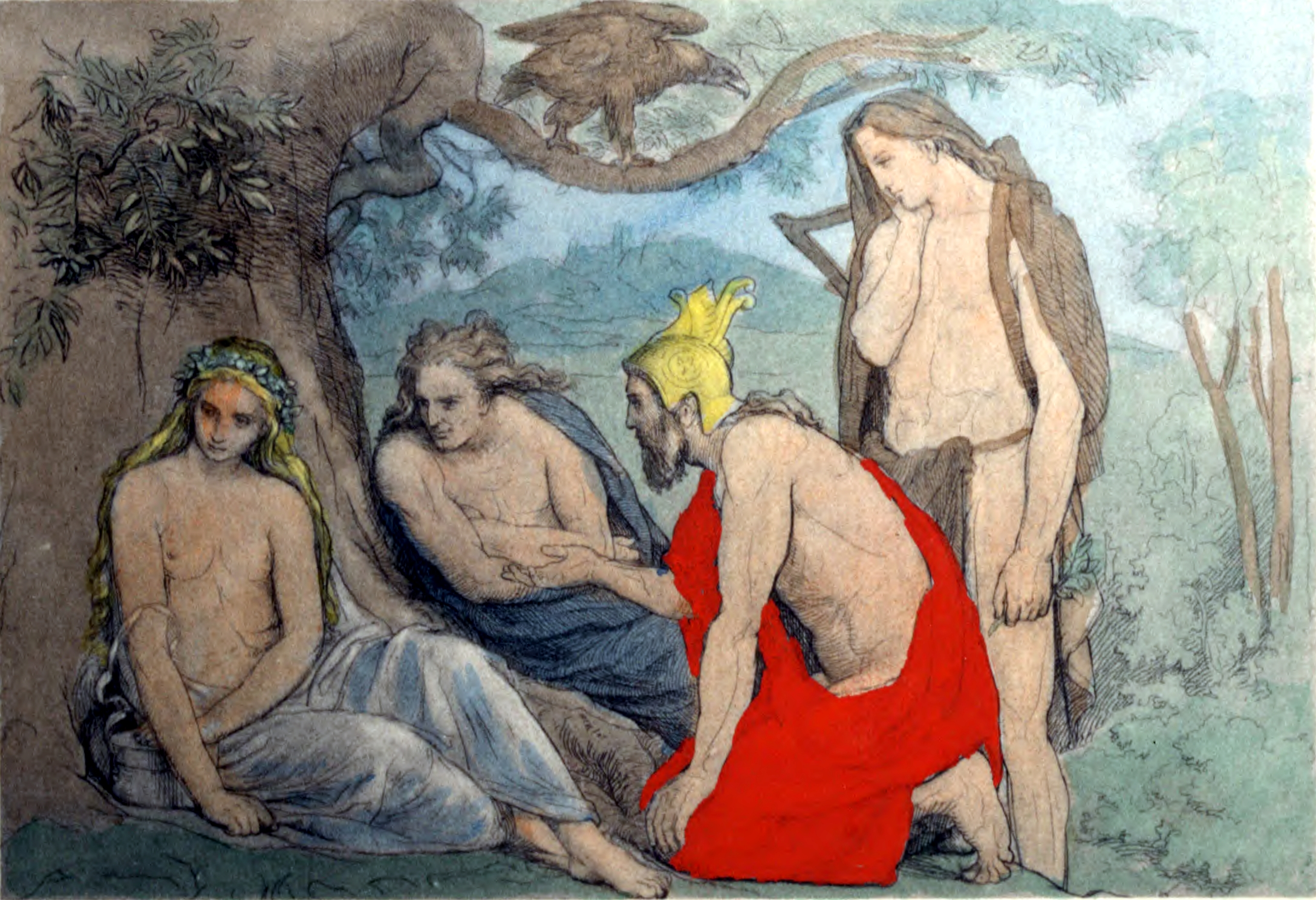
No enredo de Hrafnagaldr Óðins envolve a deusa Iðunn e os deuses Loki, Heimdallr e Bragi. Ilustrado por Lorenz Frølich.

Hrafnagaldr Óðins ("o corvo galdr de Odin") ou Forspjallsljóð ("poema do prelúdio") é um poema islandês antigo contido na Edda em verso. É preservado apenas em manuscritos atrasados em papeis. Em sua influente edição de 1867 da Edda em verso, Sophus Bugge fundamenta que o poema era uma obra do século XVII, composto como uma introdução para Baldrs draumar. Desde então, ele não foi incluído nas edições da Edda em verso e não foi extensivamente estudado. Mas antes dos trabalhos de Bugge o poema foi considerado uma parte da Edda em verso e incluiu, por exemplo, nas traduções para o inglês de como Cottle (1797) e Benjamin Thorpe (1866), bem como a influente tradução do alemão Karl Simrock (1851). Em 1852, William e Mary Howitt caracterizaram como "um os hinos mais profundamente poéticos e singulares da Edda".

## Datas
Com base na evidência linguística e do estado aparentemente dos textos corruptos de Jónas (2002) argumentara-se a favor de uma data anterior a Bugge, talvez durante o século XIV. A linguista Kristján Árnason discordou e argumentou, com base em uma análise métrica que o poema como veio até nós dificilmente pode ser mais velho do que a partir do século XVI. Lassen Annette argumentou que apenas algumas linhas têm indicações métricas de ser novo e que esta não é a prova de uma idade jovem para o poema inteiro. Ela conclui que o poema é uma fonte válida, que não deve ser sujeita a um ceticismo maior do que por exemplo Fjölsvinnsmál e Sólarljóð.